# Spinorea
Spinorea is een geslacht van haften (Ephemeroptera) uit de familie Ephemerellidae.

## Soorten
Het geslacht Spinorea omvat de volgende soorten:
- Spinorea gilliesi
- Spinorea glebosa
- Spinorea montana